# Фрэнк Стивенсон
Фрэнк Стивенсон (родился 3 октября 1959 г. в Марокко) — американский автомобильный дизайнер, широко известный своими дизайнерскими работами. в BMW, Mini, Ferrari, Maserati, Fiat, Lancia, Alfa Romeo и McLaren.
Журнал Motor Trend назвал его «одним из самых влиятельных автомобильных дизайнеров нашего времени». Стефенсон создал канал на YouTube под своим именем в феврале 2019 года, и по состоянию на октябрь 2021 года его канал набрал более 178000 подписчиков и в общей сложности более 9 миллионов просмотров.

## Биография
Фрэнк Стивенсон (3 октября 1959 г.) родился и вырос в Касабланке, Марокко, в семье американского отца и матери-испанки. В возрасте 11 лет его семья переехала в Стамбул, Турцию, а затем через два года в Мадрид, Испанию, где он окончил среднюю школу. После школы Стивенсон провел шесть лет, профессионально соревнуясь в мотокроссе. Его страсть к рисованию и автомобилям с юности привела к изучению автомобильного дизайна в Art Center College of Design в Пасадене, Калифорния, с 1982 по 1986 год. 
Стивенсон был директором по дизайну в MINI, Ferrari, Maserati, Fiat, Lancia, Alfa Romeo и McLaren, прежде чем перейти в Lilium Aviation, чтобы возглавить команду дизайнеров, создающих летающие такси, известные как самолеты eVTOL, а также стать главным дизайнером в Suning Intelligent Technology, крупной китайской технологической компании. Кроме того, он является директором по дизайну своей независимой дизайн-студии Frank Stephenson Design, зарегистрированной в Великобритании. Студия Frank Stephenson Design отмечена командными наградами, разрабатывает и сотрудничает с компаниями по всему миру, стремящимися к успеху за счет творческих инноваций. Стивенсон свободно говорит на английском, итальянском, немецком и испанском языках и является международным спикером по многим связанным с дизайном и мотивационным вопросам.
Фрэнк Стивенсон, один из самых известных и влиятельных современных дизайнеров, начал свою карьеру в 1986 году после окончания колледжа дизайна Art Center в Пасадене, штат Калифорния.
Фрэнк - прирожденный дизайнер, и дизайн входит во все, что он делает. Он постоянно видит дизайн вокруг себя - его ум никогда не отдыхает, он всегда думает о лучшем.

## Карьера дизайнера
Дизайнерская карьера Стивенсона охватывает несколько самых известных автомобильных компаний Европы. 

###### Ford Motor Company
Он начал свою карьеру в 1986 году в дизайн-студии Ford в Кельне, Германии, где внес некоторые значимые черты Ford Escort RS Cosworth, в частности большой двойной задний спойлер. 

###### BMW Group
Позже он перешел в BMW, где проработал 11 лет, что в конечном итоге привело к назначению на должность главного конструктора. Его дизайн нового MINI Cooper, представленного на Парижском автосалоне в 2000 году, привел к возрождению бренда и новому поколению моделей MINI. В 2003 году MINI Cooper стал первым европейским автомобилем, получившим награду «Североамериканский автомобиль года» в 2003 году. Также, работая в BMW, Стивенсон разработал первый внедорожник BMW — BMW X5 (E53).

###### Ferrari and Maserati
В июле 2002 года Стивенсон был назначен первым директором по концептуальному дизайну и развитию брендов Ferrari и Maserati в Маранелло и Модена, Италии, где работал над такими автомобилями как Maserati GranSport, Maserati MC12, Ferrari FXX и Ferrari F430. Его работа также включала совместную работу с Pininfarina над Maserati Quattroporte, Maserati GranTurismo и Ferrari 612 Scaglietti. 

###### Fiat
Успех Стивенсона в дизайне Ferrari и Maserati привел к тому, что в 2006 году он был назначен главой Fiat, Lancia и Центра стилизации коммерческих автомобилей в Турине, Италия. Ему было поручено перезапустить испытывающий трудности бренд Fiat, где он руководил дизайном Punto, Bravo и перевел концепт Роберто Джолито 2004 Fiat Trepino в производство Fiat 500, Punto и Bravo. Задача Фрэнка была модернизировать культовую оригинальную версию и придать ему аутентичность, сохраняя при этом его ультра-итальянскую урбанистическую привлекательность для мирового рынка, должен был вызвать любовь с первого взгляда.

###### McLaren Automotive
Стивенсон покинул итальянскую группу в апреле 2008 года и стал директором по дизайну в McLaren Automotive, где он создал новый язык дизайна и курировал дизайн новой линейки McLarens, MP4-12C, P1, 675LT, 570S и 720S. Находясь в McLaren, он черпал вдохновение для P1 частично из парусника, который он видел во время отпуска в Майами.
Стивенсон покинул McLaren Automotive в 2017 году и, по слухам, вернулся в BMW Group, чтобы возглавить команду дизайнеров MINI. Слухи оказались безосновательными. 

###### Lilium
С мая 2018 года по ноябрь 2019 года Франк был креативным директором Lilium Aviation, немецкой компании, разрабатывающей электрический самолет с вертикальным взлетом и посадкой (eVTOL).

###### Suning Intelligent Terminal Technology
В 2018 году Франк стал мастером дизайна в Suning Intelligent Terminal Technology Co Ltd (Китай) 2018.

###### Frank & Co. Consulting Group Ltd
Покинув McLaren, Фрэнк Стивенсон основал собственную дизайнерскую студию Frank Stephenson Design Consultancy. 
Стивенсон продолжает работать над множеством различных межотраслевых дизайнерских проектов, продуктов и дизайнерских решений. Он посвящает себя решению проблем дизайна, которые изменят правила игры в различных отраслях и окажут самое положительное влияние на жизнь многих людей. В 2019 году был выпущен документальный фильм о его работе и карьере под названием «В погоне за идеалом» (Chasing Perfect), спродюсированный Lionsgate и Salon Pictures и снятый Хеленой Коан.
| Материнская компания | Бренд    | Модель             | Роль/ позиция |
| -------------------- | -------- | ------------------ | ------------- |
| Ford                 | Ford     | Escort RS Cosworth | дизайнер      |
| BMW                  | BMW      | X5 (E53)           | дизайнер      |
| BMW                  | MINI     | Mini Cooper        | дизайнер      |
| Ferrari and Maserati | Ferrari  | F430               | дизайнер      |
| Ferrari and Maserati | Maserati | MC12               | дизайнер      |
| Ferrari and Maserati | Ferrari  | FXX                | дизайнер      |
| Ferrari and Maserati | Maserati | GranSport          | дизайнер      |
| Ferrari and Maserati | Maserati | Quattroporte       | консультант   |
| Ferrari and Maserati | Maserati | GranTurismo        | консультант   |
| Ferrari and Maserati | Ferrari  | 612 Scaglietti     | консультант   |
| Fiat and Lancia      | Fiat     | 500                | дизайнер      |
| Fiat and Lancia      | Fiat     | Punto              | консультант   |
| Fiat and Lancia      | Fiat     | Bravo              | консультант   |
| McLaren              | McLaren  | MP4-12C            | дизайнер      |
| McLaren              | McLaren  | P1                 | дизайнер      |
| McLaren              | McLaren  | 675LT              | дизайнер      |
| McLaren              | McLaren  | 570S               | дизайнер      |
| McLaren              | McLaren  | 720S               | дизайнер      |

## Направление дизайна
Стивенсон говорит, что везде ищет вдохновения и всегда рисует. Он добавляет, что, просто гуляя по улице, можно найти вдохновение во многих вещах. Стивенсон также говорит, что для дизайна он обращается к царству животных, взяв на вооружение то, что называется биомимикрией. Его заявленная цель — «найти в природе принципы, которые делают организмы успешными в окружающей их среде».
В процессе проектирования Стивенсон переходит от блокнота для рисования к компьютерной графике, к глиняным моделям и, наконец, к моделям-прототипам. Он говорит, что преимущество работы с глиняными моделями заключается в том, что вы можете видеть и чувствовать спроектированные поверхности в трех измерениях, добавляя к восприятию человеческое прикосновение. Он считает, что любопытство, исследования и инновации являются ключевыми факторами своих дизайнерских ценностей.

## Фотогалерея
Ford Escort Cosworth

MINI

BMW X5
Maserati GranSport

Ferrari FXX

Maserati MC12

Ferrari F430

Fiat 500

McLaren 720S

McLaren 570S

McLaren 675LT

McLaren P1

McLaren MP4-12C

Lilium jet